# Elda Emma Anderson
Elda Emma Anderson (5 d'octubre de 1899 - 17 d'abril de 1961) va ser una física i investigadora de la salut estatunidenca. Durant la Segona Guerra Mundial, va treballar en el Projecte Manhattan a la Universitat de Princeton i al Laboratori Nacional de Los Alamos, on va preparar la primera mostra d'urani 235 pur al laboratori. Llicenciada per la Universitat de Wisconsin, es va convertir en professora de física al Milwaukee-Downer College el 1929. Després de la guerra, es va interessar per la física de la salut. Va treballar a la divisió de física de la salut del Laboratori Nacional d'Oak Ridge i va establir l'agència de certificació professional coneguda com a American Board of Health Physics.

## Primers anys i educació
Elda Emma Anderson va néixer a Green Lake, Wisconsin, el 5 d'octubre de 1899. El seu pare, Edwin A. Anderson, i la seva mare, Lena, tingueren un total de tres fills. Tot i que Elda Anderson estava fascinada per les matemàtiques des de ben jove, tenia més interès a convertir-se en professora de parvulari. No va ser fins més tard que es va interessar per la ciència, en part gràcies a la influència de la seva germana gran que va ser professora adjunta de química. En general, tot i que la seva família tenia certes expectatives altes per a la seva filla menor, tots li van donar suport en els seus esforços acadèmics.
Elda va obtenir el grau de Bachelor of Arts (AB) al Ripon College el 1922, i després un master of arts (AM) en física per la Universitat de Wisconsin el 1924.De 1924 a 1927, va ensenyar a l'Estherville Junior College d'Iowa, on es va convertir en la degana de física, química i matemàtiques.1929, es va convertir en professora de física al Milwaukee-Downer College, i cap del departament de física el 1934.

## Carrera i recerca

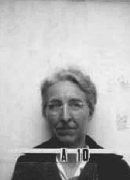
Insígnia de seguretat de guerra de Los Alamos d'Elda E. Anderson

El 1941, Elda Anderson va completar el seu doctorat a la Universitat de Wisconsin, escrivint la seva tesi sobre "Baixos nivells d'energia en els espectres atòmics Co VII i Ni VIII".Immediatament després de finalitzar el seu doctorat, Anderson va demanar un temps de baixa del seu càrrec al Milwaukee-Downer College, per tal de realitzar investigacions de guerra relacionades amb el Projecte Manhattan a l'Oficina de Recerca i Desenvolupament Científic de la Universitat de Princeton. Poc després, Anderson va ser contractada per continuar el seu treball específicament al laboratori de Los Alamos. A la seva nova ubicació, Anderson va estudiar els paràmetres bàsics de la fissió, incloent-hi l'anàlisi dels retards de temps associats a l'absorció i emissió de neutrons. Aquesta tasca sovint comportava treballar durant més de setze hores al dia. Entre altres fites a Los Alamos, Anderson va preparar la primera mostra d'urani-235 pur al laboratori.Mentre vivia allà, vivia en un dormitori i, en ser més gran que la majoria dels altres residents (tenia una cinquantena de anys), se'n feia càrrec.Sovint treballava de nit, i portava texans i una camisa a quadres, no l'habitual vestimenta d'una dona en aquell moment.
Després de la guerra, el 1947, Anderson va deixar Los Alamos i va tornar a l'ensenyament al Milwaukee-Downer College, però la seva participació en la física atòmica va provocar un interès en els efectes sobre la radiació sobre la salut. El 1949, va deixar l'ensenyament per començar una carrera en física de la salut. A la divisió de física de la salut del Laboratori Nacional d'Oak Ridge de Tennessee, que tenia només cinc anys quan s'hi va incorporar, es va convertir en el primer cap d'educació i formació. Va passar la seva carrera ajudant a establir el nou programa d'entrenament en física de la salut, ensenyant i assessorant els becaris graduats en física de la salut des de 1949.Anderson també va treballar amb professors de la Universitat Vanderbilt de Nashville, Tennessee, per crear un programa de màster en física de la salut en aquesta institució. A més, va ser responsable de la formació de personal militar, oficials estatals i federals i professors universitaris que actualment són els líders en física de la salut.
A banda de les obligacions necessàries, Anderson també era coneguda per ajudar els estudiants amb problemes tant acadèmics com personals, i va proporcionar orientació útil. En alguns casos, se sabia que Anderson havia donat préstecs als estudiants, a més de compartir una copa en moments de dificultat.
Anderson va organitzar el primer curs internacional en el seu camp a Estocolm el 1955; va organitzar cursos similars a Bèlgica el 1957 i Bombai el 1958.Va donar suport a l'establiment de la Health Physics Society en 1955,i en fou la seva secretària interina i, finalment la seva presidenta de 1959 a 1960. El 1960, es va establir l'agència de certificació professional coneguda com a American Board of Health Physics.

## Mort i llegat
El 1956, Anderson, que mai no es va casar i no va tenir fills, va desenvolupar leucèmia. Va morir gairebé cinc anys després a Oak Ridge, Tennessee, de càncer de mama i leucèmia, possiblement a conseqüència del seu treball amb materials radioactius, el 17 d'abril de 1961.Anderson va ser enterrada al cementiri de Green Lake, a Green Lake, Wisconsin  La seva germana, Lucille McConnell i la seva neboda, Natalie Tarr Millemann, van sobreviure. L'obituari de la doctora Anderson fou àmpliament cobert a la premsa i a les revistes científiques. Els seus col·legues i antics estudiants van escriure diversos homenatges.
Cada any és homenatjada a la reunió anual de la Society for Health Physics quan s'atorga el premi que porta el seu nom a un jove membre de la Societat, el Premi Elda E. Anderson.

## Selecció de publicacions
- Tesi doctoral: Anderson, Elda E. (1941). Low Energy Levels in the Atomic Spectra of Cobalt VII and Nickel VIII. University of Wisconsin—Madison.
- Mack, J. E., & Anderson, E. E. (1944). A 21‐Foot Multiple Range Grazing Incidence Spectrograph. Review of Scientific Instruments. 15(2): 28–36.
- Anderson, E. E., Lavatelli, L. S., McDaniel, B. D., & Sutton, R. B. (1944). Boron cross sections for neutrons from 0.01 to 1000 eV. Atomic Energy Commission.
- Anderson, E. E., Lavatelli, L. S., McDaniel, B. D., & Sutton, R. B. (1944). MEASUREMENTS ON THE CROSS-SECTION OF 94 Pu-239 AS A FUNCTION OF NEUTRON ENERGY IN THE RANGE FROM 0.01 eV TO 3.0 eV (No. LA-91). Los Alamos Scientific Laboratory. New Mexico.
- Anderson, E. E., McDaniel, B. D., Sutton, R. B., & Lavatelli, L. S. (1945). ABSORPTION AND FISSION CROSS SECTIONS OF 94 Pu-239 IN THE NEUTRON ENERGY RANGE 0.01 eV TO 100 eV (No. LA-266). Los Alamos Scientific Laboratory. New Mexico.
- Sutton, R. B., McDaniel, B. D., Anderson, E. E., & Lavatelli, L. S. (1947). The Capture Cross Section of Boron for Neutrons of Energies from 0.01 eV to 1000 eV. Physical Review. 71(4): 272.
- McDaniel, B. D., Sutton, R. B., Lavatelli, L. S., & Anderson, E. E. (1947). The Absorption Cross Section of Gold for Neutrons of Energies from 0.01 to 0.3 eV. Physical Review. 72(8): 729.
- Sutton, R. B., T. Hall, E. E. Anderson, H. S. Bridge, J. W. DeWire, L. S. Lavatelli, E. A. Long, T. Snyder, and R. W. Williams. (1947). Scattering of Slow Neutrons by Ortho- and Parahydrogen. Physical Review. 72(12): 1147.
- Sutton, R. B., T. Hall, E. E. Anderson, H. S. Bridge, J. W. DeWire, L. S. Lavatelli, E. A. Long, T. Snyder, and R. W. Williams. (1947). Neutron diffraction studies of NaH and NaD. Physical Review. 72: 1147–56.
- Anderson, Elda E. (1950). Manual on Radiological Protection for Civilian Defense (No. M-4514). Oak Ridge National Laboratory.
- Anderson, E. E. (1952). Units of radiation and radioactivity. Public Health Reports. 67(3): 293.
- Anderson, E. E. (1954). Education and Training of Health Physicists. Radiology. 62(1): 83–87.
- Lukens Jr, H. R., Anderson, E. E., & Beaufait Jr, L. J. (1954). Punched Card System for Radioisotopes. Analytical Chemistry. 26(4): 651–652.
- Kohl, J., Newacheck, R. L., & Anderson, E. E. (1955). Gaseous and Liquid Tracers for Underground Studies. In Proceedings. University of California.
- Kohl, J., Newacheck, R. L., & Anderson, E. E. (1955). Locating Casing Shoe Leaks with Radioactive Argon. Transactions of the American Institute of Mining and Metallurgical Engineers. 204(12): 213–216.
- Newacheck, R. L., Beaufait, L. J., & Anderson, E. E. (1957). Isotope Milker Supplies 137Ba from Parent 137Cs. Nucleonics. 15(5): 122.
- Beaufait Jr, L. J., Anderson, E. E., & Peterson, J. P. (1958). Development and Preparation of Set of Gamma Spectrometer Standards. Analytical Chemistry. 30(11): 1762–1764.
- Anderson, Elda E. (1959). Assignment report on training course for health physicists. Bombay, India. November–December 1958.
- Zumwalt, L. R., & Anderson, Elda E. (1960). Xe-133 Release Data Obtained to Date on Various Sample Fuel Bodies (No. GA-P-32-257). General Atomic Division. General Dynamics Corp. San Diego, CA.
- Anderson, E. E., Gethard, P. E., & Zumwalt, L. R. (October 1961). Use of the King Furnace in Fission-Product Retention Studies of Graphite Reactor Fuels. In Proceedings of the Second Conference on Nuclear Reactor Chemistry. Gatlinburg, Tennessee (pp. 171–192).
- Anderson, E. E., Gethard, P. E., & Zumwalt, L. R. (1962). Steady-State Release Fraction of Krypton and Xenon Fission Products at High Temperatures from (U, Th) C₂-Graphite Fuel Matrix in Out-Of-Pile Experiments (No. GA-3211). General Atomic Div. General Dynamics Corp. San Diego, CA.
- Zumwalt, L. R., Anderson, E. E., & Gethard, P. E. (1962). Fission Product Retention Characteristics of Certain (Th, U) C₂-Graphite Fuels. Proceedings. ANS Topical Meeting on Materials and Fuels for High-Temperature Nuclear Energy Applications. 11–13.
- Anderson, E. E., Wessman, G. L., & Zumwalt, L. R. (1962). Fission Product Trapping—Sorption of Cesium by Activated Charcoal. Nuclear Science and Engineering. 12(1): 106–110.
- Zumwalt, L. R., Gethard, P. E., & Anderson, E. E. (1963). Fission-Product Release from 'Single-Crystal' UC₂ Particles. Transactions of the American Nuclear Society. 6(1): 132.
- Anderson, E. E., Gardner, J. O., Gethard, P. E., Goeddel, W. V., Hooker, J. R., Lonsdale, H. K., ... & Zumwalt, L. R. (1963). Advanced, Graphite-Matrix, Dispersion-Type Fuel Systems. Annual Report. April 1, 1962 – March 31, 1963 (No. GA-4022;(Pt. 1)). General Atomic Division. General Dynamics Corp. San Diego, CA.
- Anderson, Elda E., & Zumwalt, L. R. (1964). The Diffusion of Barium in Simulated High-Temperature Graphite Fuel Elements. Transactions of the American Nuclear Society. (US). 7.